# Dorcadion banjkovskyi
Dorcadion banjkovskyi là một loài bọ cánh cứng trong họ Cerambycidae.